# Wayne Sermon
Daniel Wayne Sermon (Las Vegas, Nevada, 15 de junio de 1984) es un compositor, músico y productor discográfico estadounidense; mayormente conocido por ser el guitarrista de la banda de rock Imagine Dragons.

## Primeros años
Sermon nació el 15 de junio de 1984 en American Fork, Utah. Fue bautizado como miembro de La Iglesia de Jesucristo de los Santos de los Últimos Días. 
Andrew comenzó a temprana edad a tocar chelo y la guitarra. Desde que era niño estaba decidido a ser guitarrista. Su padre tenía un amplificador de audio, un tocadiscos y todos los álbumes de los Beatles en vinilo, a los que Sermon tanto le gustaba escuchar. También le gustaba el sonido de Tom Scholz (de Boston) y su acercamiento a los solos. Asistió a la Escuela de Música de Berklee, donde se especializó en doble interpretación de guitarra y composición; y finalmente se graduó en el 2008. Mientras estuvo en Berklee formó parte de un grupo de cinco guitarristas de jazz llamado The Eclectic Electrics.

## Carrera

### Imagine Dragons
Wayne Sermon oyó a Dan Reynolds actuar en un club en Utah y aprovechó la ocasión para acercarse y hablarle de sus intereses musicales. Reynolds lo invitó a unirse a su banda y mudarse a Las Vegas. Sermon invitó al bajista Ben McKee a unirse a la banda en Las Vegas,quien invitó al baterista Daniel Platzman, amigo de Sermon del Berklee College of Music,finalizando así la formación de la banda.Una vez en Las Vegas, se dedicaron a actuar casi todas las noches en clubes. Algunos reconocimientos locales como, "Mejor CD de 2011"(Vegas SEVEN), "Mejor Banda Indie local 2010"(Las Vegas Weekly), "Las Vegas Newest Must See Live Act" (Las Vegas CityLife), Vegas Music Summit Headliner 2010, y algunos más, ayudaron a la banda a obtener una trayectoria positiva. En noviembre de 2011 firmaron con Interscope Records y comenzaron a trabajar con el productor Alex da Kid.
En 2012 su álbum debut Night Visions proporcionó un enorme éxito a la banda. Alcanzó el puesto # 2 en el listado Billboard 200 y ganó el Premio Billboard Music Award al Mejor Álbum de Rock (2014). El sencillo "It's Time" se convirtió en el primer sencillo de la banda en alcanzar el puesto # 15 del Hot 100, consiguiendo una certificación multiplatino por la RIAA. El segundo sencillo, "Radioactive" alcanzó el #3 en la Billboard Hot 100 y fue certificado como disco diamante por la RIAA. Night Visions se convirtió en el mayor éxito de una banda rock en seis años (desde 2006) y Radioactive obtuvo el récord en las listas de Billboard Hot Rock como la canción que más tiempo se mantuvo dentro de dicho listado (23 semanas). Radioactive fue también nominada a dos Grammys, ganando uno de ellos en la categoría de Mejor Actuación Rock. En 2015 Imagine Dragons sacó a la luz un nuevo álbum, Smoke + Mirrors, que alcanzó el #1 en los listados Billboard 200, UK Album Chart, y Canadian Albums. Dicho álbum incluye los sencillos "I Bet My Life" y "Shots". Una de las curiosidades de esta banda está en el nombre, se trata de un anagrama a partir de Ragged Insomnia, debido a que Wayne padece de insomnio lo que provoca que a menudo graben canciones en mitad de la noche.

## Vida personal
Wayne se casó con la bailarina Alexandra Hall en California el 18 de febrero de 2011. El 26 de julio de 2014 tuvieron su primer hijo al que llamaron River James Sermon. El 21 de enero de 2016 tuvieron su segundo hijo, Wolfgang Alexander Sermon.